# 椚マイカ
椚 マイカ（くぬぎ まいか、1996年6月22日 - ）は、日本のグラビアアイドル、タレント、元アイドル。東京都八王子市出身。SPJ Entertainment所属。アイドルグループP.IDL チーム I、星屑協奏曲-コンチェルト-、ロックグループであるセイクリッドメイデンのメンバー（ボーカル担当）、MELTЯAGEとして活動していた。現在はブリッジ芸人としても活動している。

## 略歴
中学生の頃からローティーン向けファッション雑誌Hana*Chu→（ハナチュー）で本名の河原麻依歌名義で読者モデルとして活動する。
2014年2月、椚まいかの芸名でアイドルグループP.IDLの一期生に選ばれアイドル活動を開始。
2016年2月、P.IDLを卒業。
2019年2月、星屑協奏曲-コンチェルト-の結成メンバーになる。
2019年5月、方向性の違いを理由に星屑協奏曲-コンチェルト-卒業する。
2019年10月、ガールズロックグループセイクリッドメイデンのメンバーとして活動を開始する。しかし、2020年3月に予定されていた1stライブが新型コロナウイルス流行の影響により中止され、5月頃には公式Twitterの更新が途絶え事実上の活動休止状態になる。
2021年9月、アイドルグループMELTЯAGEに加入。
2022年、ミス週刊実話WJガールズ2022ノミネート。
2022年2月、MELTЯAGEを、ライブの無断欠席、他メンバーのSNSのブロック、他メンバーからの信用を損ねる行為を繰り返したことを理由として解雇される。解雇時に運営から「もうガチでムリ」という異例のコメントがされた。
以後、椚マイカに改名しブリッジ芸人として活動。

## 人物
- 趣味は買い物、犬の散歩、ホラー映画鑑賞[1]。特技はブリッジ、何がなんでも人を笑わせること[1]。
- 妹はファッションモデル、女優の椚ありさ。

## 作品

### イメージビデオ
- HIP ATTACK!（2024年4月24日、スパイスビジュアル）[4][5]
- Shake Hip!（2024年10月25日、竹書房）[6][7]
- Hip! Hipper!! Hippest!!!（2025年4月22日、エアーコントロール）[8][9]

## 出演

### テレビ
- うんちくクン“しりすぎ”キレイすぎる小学生を捜せ！（2010年、日本テレビ）
- ツボ娘「デミハグ」（2014年、TBS）

### ウェブ配信
- ヒロミ・指原の“恋のお世話始めました”（2023年5月11日[10]、7月6日[11]、ABEMA）

### 雑誌
- 主婦の友「Hana＊chu-（ハナチュー）」
- ぶんか社「Ranzuki（ランズキ）」
- 「RETRO GIRL」＆「Emsexcite」×【 LARME 】 - 読者モデル

### その他
- ミスアプリコンテスト